# دیدن این فیلم جرم است!
دیدن این فیلم جرم است! فیلمی در ژانر سیاسی به کارگردانی و نویسندگی رضا زهتابچیان و تهیه‌کنندگی محمدرضا شفاه محصول سازمان سینمایی سوره حوزه هنری است.
دیدن این فیلم جرم است تنها فیلم سی و هفتمین جشنواره فیلم فجر است که پس از دو سال ابهام بالاخره اکران شد.

## خلاصه داستان
جوانی بسیجی مؤمن پس از آنکه همسر محجبه‌اش مورد ضرب و شتم یک شهروند تابعیت ایرانی-انگلیسی قرار می‌گیرد و نهایتاً منجر به سقط جنینش می‌شود، تصمیم می‌گیرد با دستگیری ضارب او را به سزای عملش برساند اما زمانی که مشخص می‌شود ضارب یکی از اقوام اشخاص رده بالای حکومتی است، کار به جاهای پیچیده می‌کشد.

## بازیگران[۳]
- مهدی زمین‌پرداز
- امیر آقایی
- حسین پاکدل
- لیندا کیانی
- حمیدرضا پگاه
- محمود پاک‌نیت
- احسان امانی
- حسن زارعی
- حمید ابراهیمی
- محمدرضا مالکی
- مرتضی زارع
- مهدی فلاحتگر
- احسان شیخی

## ساخت
پروانه ساخت دیدن این فیلم جرم است! پس از کش و قوس‌های فراوان صادر و فیلمبرداری آن به دلیل موضوع حساس و امنیتی اش در سکوت خبری طی شد. این فیلم دومین اثر سینمایی تولید شده در باشگاه فیلم سوره زیرمجموعه حوزه هنری است. دیدن این فیلم جرم است! به بخش «نگاه نو» (مسابقه فیلم‌های اول) سی و هفتمین دوره جشنواره ملی فیلم فجر راه یافت و نامزد بهترین فیلم بخش نگاه نو شد.

## بازخورد
دربارهٔ این فیلم نوشته‌اند که برای اولین بار است در تاریخ جمهوری اسلامی، فیلمی با بودجه یک نهاد انقلابی ساخته می‌شود که در آن، دو نهاد انقلابی روی هم اسلحه می‌کشند. شباهت موقعیت این فیلم به فیلم معروف آژانس شیشه‌ای اثر ابراهیم حاتمی‌کیا از دیگر نکات برجسته ای ست که منتقدان دربارهٔ آن بیان کرده‌اند. نمایش این فیلم در سی و هفتمین جشنواره فیلم فجر با دیدگاه‌های مختلفی همراه بوده و با واکنش‌های بسیاری در فضای مجازی از سوی کاربران روبرو شده‌است.
لیندا کیانی، بازیگر فیلم در زمان نمایش آن در جشنواره فجر از احتمال حذف خود در فضای سینما به‌خاطر مضمون ملتهب و جنجالی فیلم ابراز نگرانی کرد.
همزمان با معارفهٔ محمدمهدی طباطبائی نژاد معاون جدید ارزشیابی و نظارت سازمان سینمایی، محمدرضا شفاه تهیه‌کننده این فیلم در نامه‌ای سرگشاده به این مدیر، خواستار شفافیت موضع سازمان سینمایی دربارهٔ اکران این فیلم شد. نامه‌ای که بی‌پاسخ ماند. ابراهیم داروغه‌زاده، معاون پیشین نظارت و ارزشیابی و دبیر جشنواره فیلم فجر ۸ ماه پس از سرنوشت نامعلوم این فیلم در توئیتی جنجالی، تلویحاً عدم صدور پروانه نمایش این فیلم را به تصمیم وزیر ارشاد و رئیس سازمان سینمایی ارجاع داد و شائبه‌ها دربارهٔ «توقیف» این فیلم را بیش از پیش کرد.